# Palaeoctopodidae
Palaeoctopodidae — вимерла родина восьминогів, які жили в пізньому крейдяному періоді. Він включає два роди, Keuppia і Palaeoctopus.